# كاتشا تشهارده (آستانة أشرفية)
کاتشا تشهارده (بالفارسية: کاچا چهارده) هي قرية تقع في إيران في قسم تشهارده الريفي. يقدر عدد سكانها بـ 964 نسمة .